# ميثانية رزمية متفجية
ميثانية رزمية متفجية (الاسم العلمي: Methanosarcina vacuolata) هي نوع من العتائق تتبع جنس الميثانية الرزمية من فصيلة الميثاناوية الرزمية     .